# Sala de Constantino

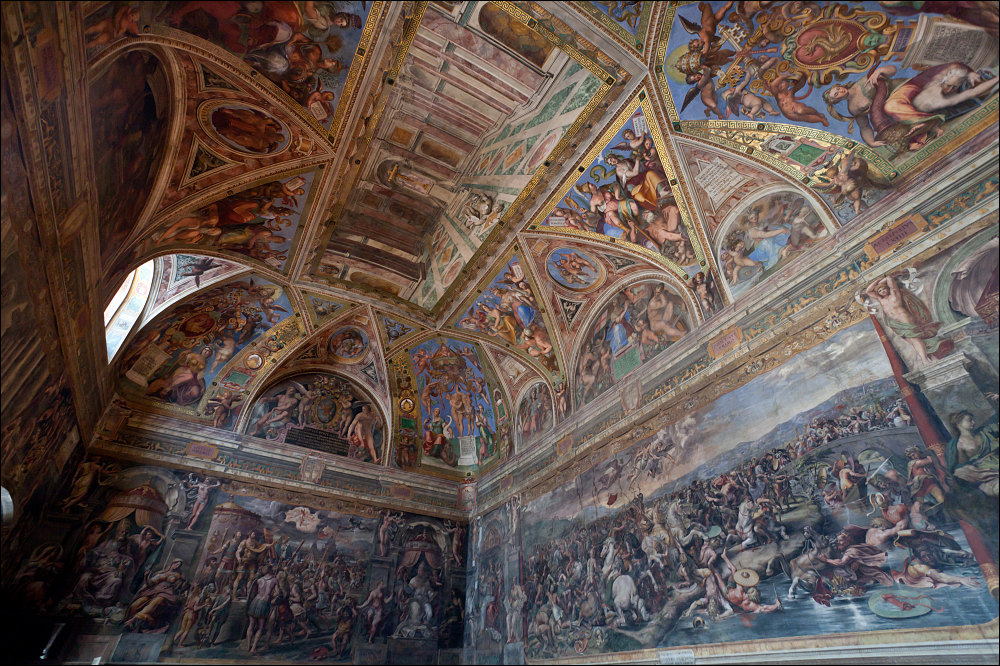
Palácio Apostólico - Sala de Constantino

A Sala de Constantino (ou dos Pontífices) é um dos ambientes das Salas de Rafael dos Museus do Vaticano. Foi decorada após a morte de Rafael por seus alunos usando seus desenhos e foi concluída em 1524.

## História
O quarto e último cômodo do apartamento do segundo andar do Palácio Apostólico foi encomendado a Rafael por Leão X em 1517, como recorda Vasari na vida de Sanzio e Gianfrancesco Penni. O mestre, porém, nos últimos anos frenéticos de sua vida, só teve tempo de preparar as caricaturas, falecendo em 1520. Maiores esclarecimentos sobre a história dos afrescos podem ser encontrados na vida de Giulio Romano, de Vasari: segundo o historiador de Arezzo, Sanzio também teve a oportunidade de pintar as paredes da sala a óleo. Mais tarde, porém, seus alunos, decepcionados com os resultados da técnica, optaram pela técnica tradicional do afresco, mais rápida e com resultados comprovadamente eficazes, fazendo uma nova preparação, mas mantendo algumas figuras já concluídas, incluindo Justiça e Mansidão.
Seis dias após a morte de Rafael, em 12 de abril de 1520, Sebastiano del Piombo escreveu ao seu amigo Michelangelo pedindo-lhe que explorasse a sua confiança com o cardeal Giulio de' Medici (o futuro Papa Clemente VII) para obter a tarefa de decorar toda a sala. Parece que a embaixada de Buonarroti teve sucesso, conseguindo confiar parte da obra ao frade veneziano, mas no dia 8 de setembro Sebastiano escreveu novamente reclamando que a tarefa lhe havia sido tirada. Na verdade, ele entrou em conflito com os “meninos” de Raphael (isto é, estudantes, num sentido depreciativo), que se recusaram a deixá-lo usar os desenhos do mestre. Outra carta dirigida a Michelangelo por Leonardo Sellaio, datada de 15 de dezembro de 1520, recorda como o Papa, preparando-se para visitar a Sala de Constantino, definiu as pinturas até então executadas como "chosa ribalda", ou seja, de baixa qualidade.
Este julgamento não é confirmado pela carta de cerca de um ano depois (16 de dezembro de 1521) enviada por Baldassarre Castiglione a Federico Gonzaga, na qual o literato declarava a sua admiração pelo trabalho que estava agora a meio caminho.
A obra é, portanto, datada de 1520 a 1524, quando, já sob Clemente VII, Giulio Romano, evidentemente livre de compromissos com o Papa, partiu para Mântua. A concepção do conjunto decorativo é atribuída a Rafael, mas toda a elaboração e provavelmente também a composição das cenas na parede é de responsabilidade dos alunos. Durante a República Romana instituída pelos jacobinos e posteriormente no período napoleônico, os franceses desenvolveram alguns planos para destacar os afrescos e torná-los portáteis para enviá-los à França, entre os objetos enviados ao Museu Napoléon como parte da pilhagem napoleônica. A operação não foi concluída devido a dificuldades técnicas, também na sequência de tentativas semelhantes fracassadas realizadas na igreja de San Luigi dei Francesi em Roma.

## Descrição

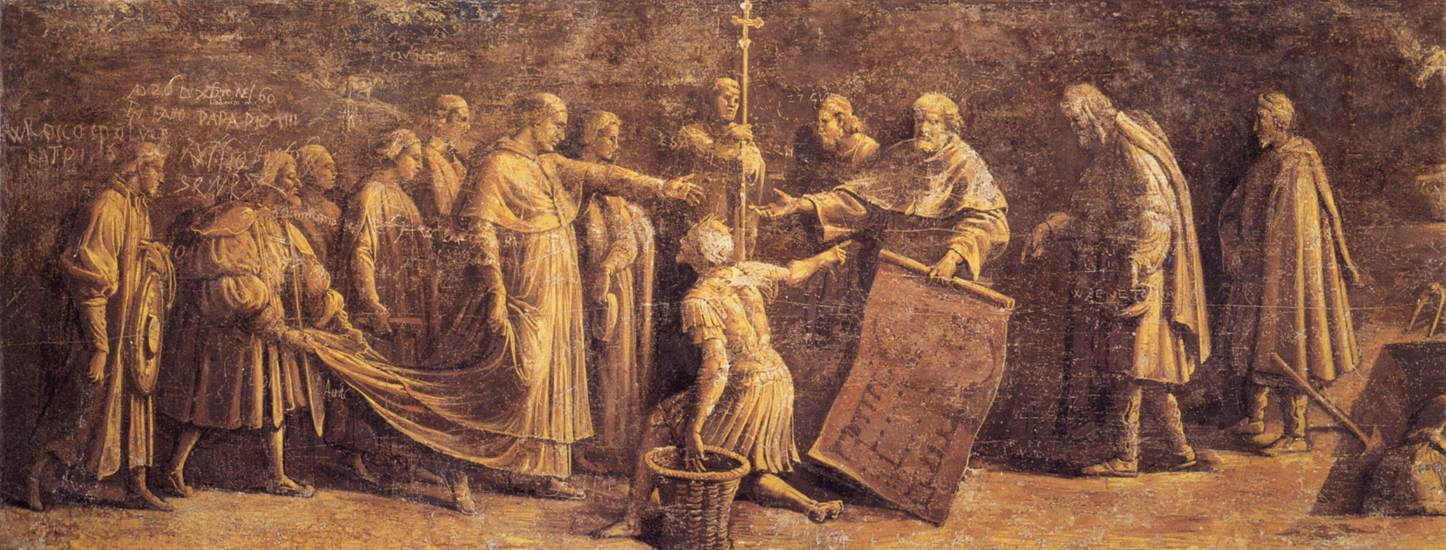
Fundação da Basílica Vaticana

O principal tema iconográfico, as histórias de Constantino, o Grande, visa a exaltação da Igreja, a sua vitória sobre o paganismo e a sua fixação na cidade de Roma. É uma celebração histórico-política que deu continuidade às reflexões da segunda e terceira salas.
A sala mede 10x15 metros, com as quatro cenas principais simulando tapeçarias penduradas nas paredes.
Existem quatro afrescos principais:
1. A Visão da Cruz
2. A Batalha da Ponte Mílvia
3. O Batismo de Constantino
4. A Doação de Constantino

O pedestal apresenta falsos espelhos de mármore com cariátides encimados pelo brasão dos Médici, alternando com episódios da vida de Constantino em monocromático. Sob a Visão da Cruz o painel maior com o Exército de Constantino perto de Roma e dois menores com a Entrada em Roma; sob a Batalha da Ponte Mílvia, os preparativos para a batalha, Constantino interroga os prisioneiros e a descoberta do corpo de Maxêncio nos compartimentos maiores, a ressurreição do campo e o navio com guerreiros com a cabeça de Maxêncio nos compartimentos menores; sob o Batismo de Constantino, a ordem de queimar os éditos contra os cristãos e a Fundação da Basílica do Vaticano; sob a Doação de Roma o encontro da cruz, Silvestre curando Constantino da lepra e a Aparição dos Santos Pedro e Paulo ao doente Constantino.
Nos vãos entre as janelas encontram-se também episódios alegóricos e históricos de Perin del Vaga: pagãos convertidos destruindo ídolos, São Silvestre acorrenta o dragão, Constantino regressa de Jerusalém com a sua mãe Helena e São Gregório compõe uma homilia.

## Abóbada

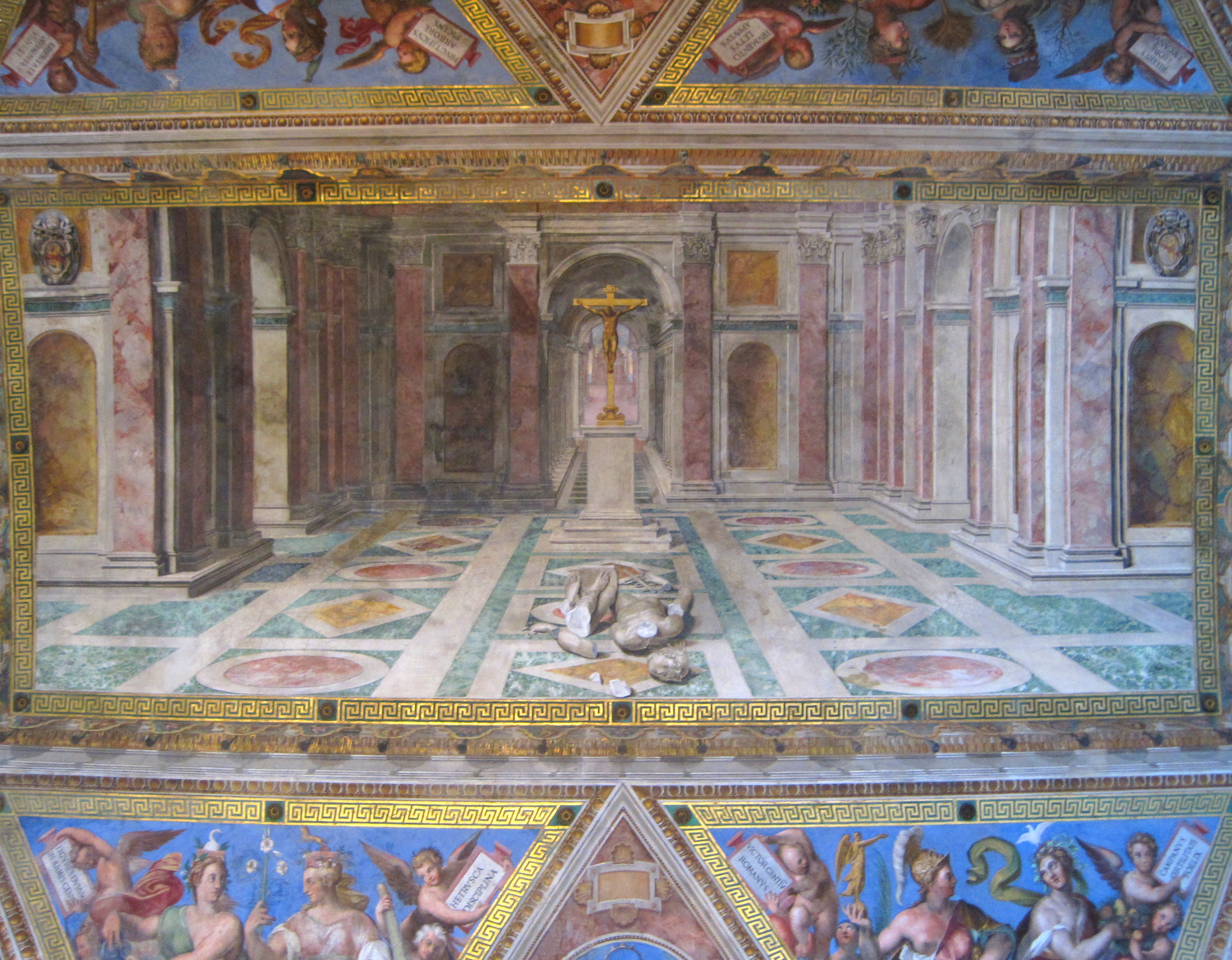
Trinfo do Cristianismo

O teto original era feito de vigas de madeira. Em 1582, sob o Papa Gregório XIII, foi substituída por abóbadas e decorada com frescos, distorcendo o efeito da decoração subjacente. O tema da decoração é o triunfo da religião cristã, confiado ao pintor siciliano Tommaso Laureti. Foi concluído em 1585.
Os cantos da abóbada mostram as façanhas de Gregório XIII, enquanto o friso apresenta quatro episódios da vida de Constantino, acima dos quais estão os elementos heráldicos do Papa Sisto V. O grande painel central mostra o triunfo da religião cristã, com alusões ao destruição da idolatria pagã substituída pela imagem de Cristo, como Constantino ordenou em todo o império. Em torno da caixa central estão oito regiões da Itália, emparelhadas em cada uma das quatro plumas, e três continentes: Europa, Ásia e África.

## Afrescos principais

### A Visão da Cruz

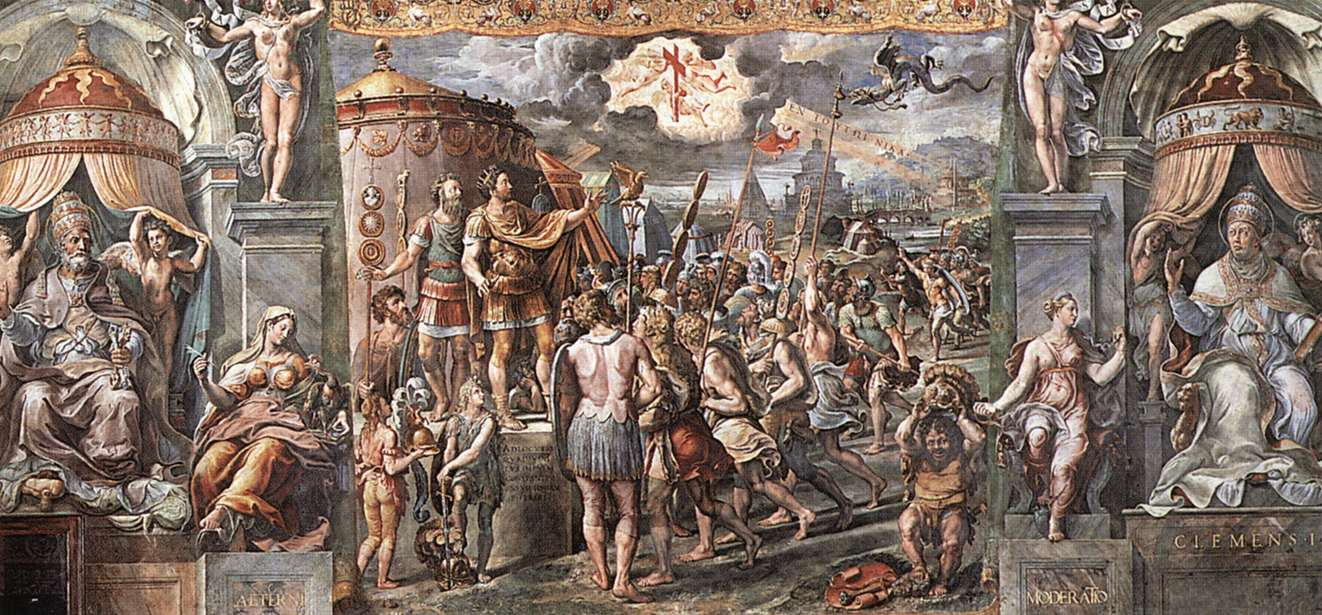
Rafael - A Visão da Cruz

A Visão da Cruz é atribuída a Giulio Romano e, para alguns, a Raffaellino del Colle. O tema da pintura é o episódio que a tradição transmite como tendo acontecido às vésperas da Batalha da Ponte Mílvia, quando Constantino, o Grande teria tido a visão premonitória de uma cruz no céu e a escrita "In hoc signo vinces".
A cena inspira-se, na sua composição geral, nos episódios da Adlocutio presentes em numerosos relevos da Roma Antiga (como na Coluna de Trajano ou no Arco de Constantino). Na verdade, mostra o comandante que, de um piso elevado, arenga o exército para incentivá-lo à vitória.
Nas laterais estão São Clemente entre a Mansidão e a Moderação e São Pedro entre a Eternidade e a Igreja.

### A Batalha da Ponte Mílvia

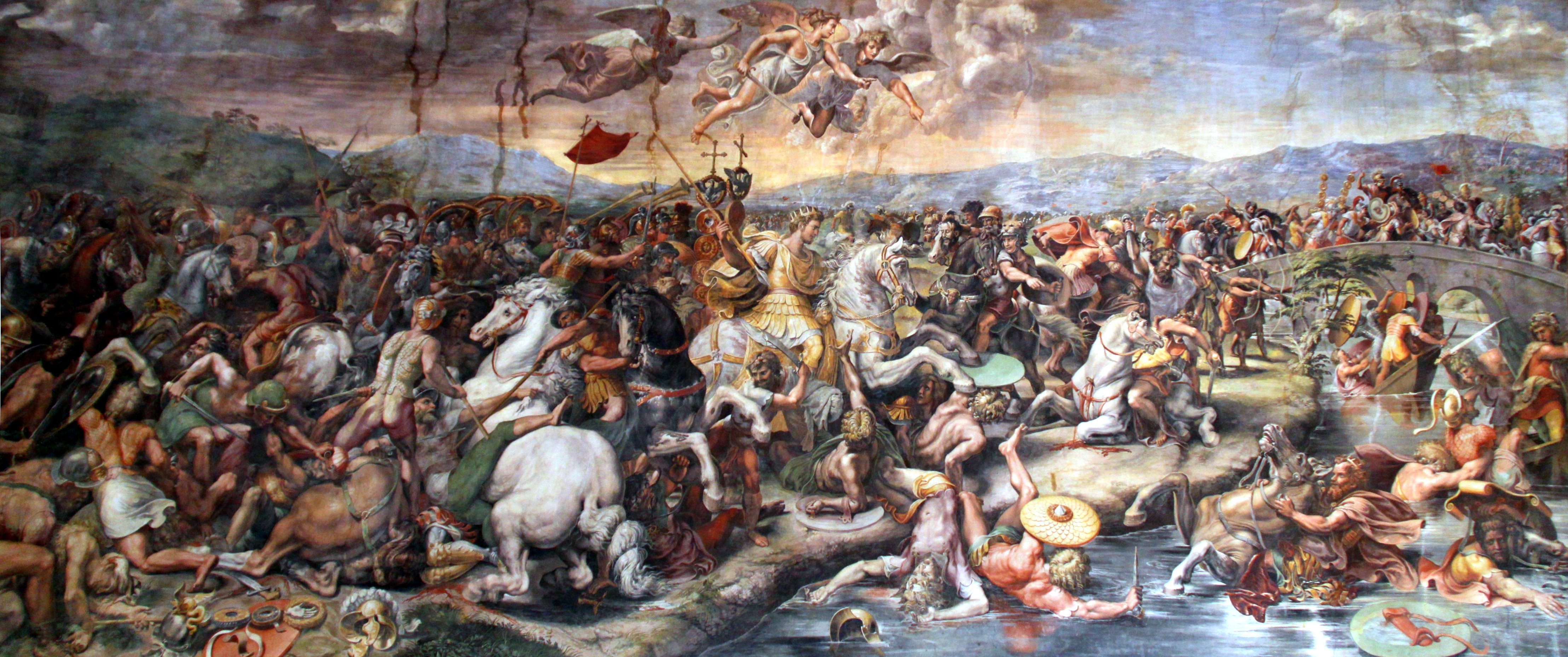
Giulio Romano A Batalha da Ponte Mílvia

A Batalha da Ponte Mílvia, ou Batalha de Constantino contra Maxêncio é atribuída a Giulio Romano. O assunto é a Batalha da Ponte Mílvia, quando Constantino, o Grande derrotou Maxêncio. A cena convulsiva é inspirada nos relevos dos sarcófagos romanos e de outros monumentos, com o imperador, por exemplo, modelado no friso de Trajano do Arco de Constantino.
No centro, Constantino marcha triunfalmente sobre um cavalo branco, esmagando seus inimigos sob seus cascos. As tropas adversárias aparecem diante dele, mas se curvam ao seu avanço imparável. À direita avista-se a ponte Milvia, repleta de soldados; no rio os barcos do exército de Maxêncio são atingidos e virados pelos arqueiros, enquanto outros soldados caem devido à força do combate; entre estes, no canto inferior esquerdo, está também Maxêncio a cavalo, reconhecível pela coroa na cabeça, que agora está inevitavelmente destinado à derrota. Acima, três aparições angélicas confirmam o resultado divino da batalha.
Nas laterais estão, pela esquerda, São Silvestre I (na realidade a inscrição provavelmente está incorreta, pois na parede oposta já está presente o papa, mais provavelmente o Papa Alexandre I) entre Fé e Religião e o Papa Urbano I entre Justiça e Caridade.

### O Batismo de Constantino

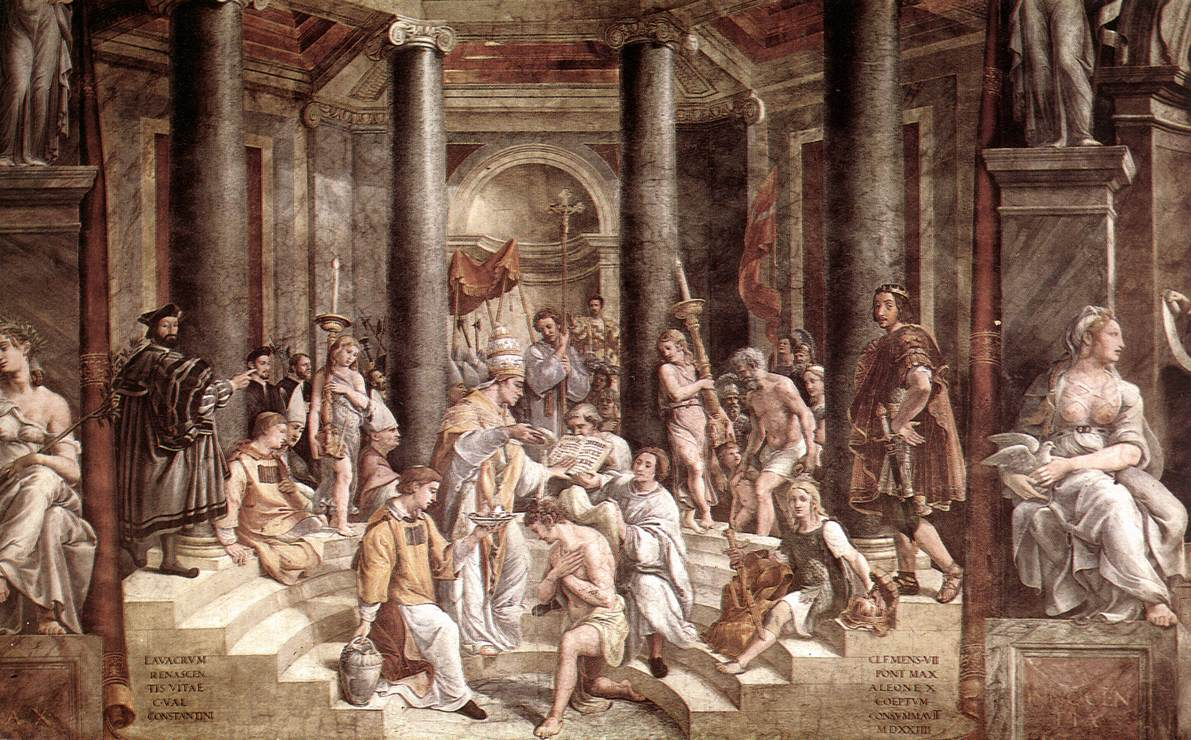
O Batismo de Constantino

O Batismo de Constantino costuma ser referido a Gianfrancesco Penni, com alguma intervenção de Giulio Romano, talvez na arquitetura. A cena se passa em um edifício de planejamento central que lembra o Batistério de Latrão, bem como outros projetos de Rafael daqueles anos. O papa, que tem a aparência de Clemente VII, está localizado no centro do prédio entre assistentes e derrama água na cabeça do imperador seminu e ajoelhado. Duas figuras contemporâneas nas laterais estão presentes, Carlos V e Francisco I da França.
Nas laterais do afresco estão, à esquerda, São Dâmaso I entre a Prudência e a Paz e São Leão Magno entre a Inocência e a Fortaleza.

### A Doação de Constantino

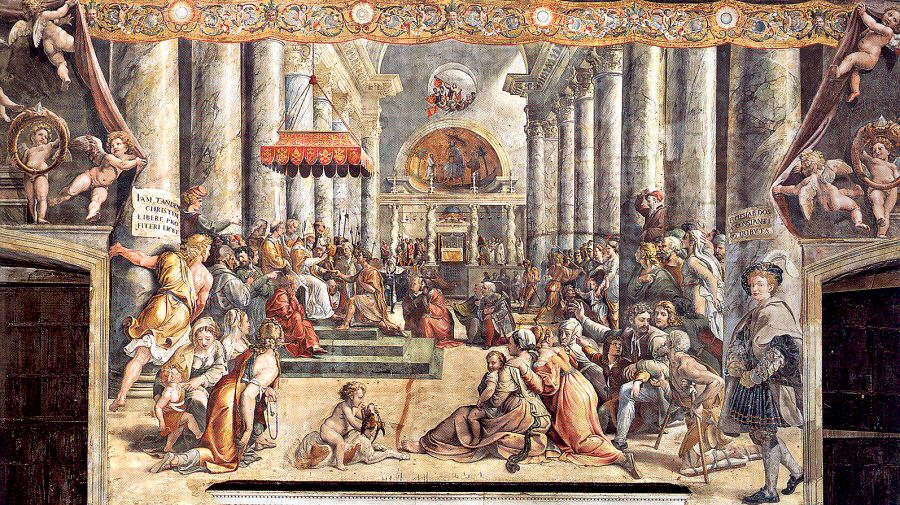
A Doação de Constantino

A Doação de Constantino, ou A Doação de Roma costuma ser relatada a Giulio Romano, talvez com a ajuda de Gianfrancesco Penni e Raffaellino del Colle. A Doação de Constantino é o episódio lendário segundo o qual o imperador romano deu como presente ao Papa Silvestre I a cidade de Roma e os territórios relevantes, estabelecendo o poder temporal do Bispo de Roma. Os pontífices Médici, porém, ignoraram a refutação de Lorenzo Valla à falsificação histórica, concluindo todo o ciclo da Stanze, celebrando o papado, com esta mesma cena.
A cena se passa dentro de um edifício que lembra a antiga Basílica de São Pedro, com a longa nave cristã primitiva em perspectiva, a abside decorada com mosaicos e o túmulo de São Pedro com as colunas retorcidas na extremidade perto do altar. Ao fundo, por trás de uma série de personagens cuja tarefa é direcionar o olhar do espectador em profundidade, acontece a cena da doação. O papa, sentado na cadeira, recebe do imperador uma estátua dourada da Deusa Roma, símbolo da soberania sobre a cidade. Vasari listou vários retratos entre os personagens.
Nas laterais estão os papas São Gregório Magno e São Silvestre I. O pequeno espaço, ligado à presença das janelas, não permitia a inserção de figuras alegóricas. Acima das janelas há querubins segurando anéis de diamante, emblema heráldico dos Medici.

## Comitas e Iustitia
As obras da Sala de Constantino começaram em 1520 e terminaram em 1524: Rafael já estava, portanto, falecido e por isso sempre se pensou que nunca tinha trabalhado na Sala. Entretanto, em 2020 (500 anos após sua morte), graças a um meticuloso restauro que durou cinco anos, houve uma descoberta sensacional: duas figuras alegóricas presentes neste ambiente foram pintadas pelo mestre.
Os temas são duas mulheres: Comitas (ou Mansidão, pintada com uma corda) e Iustitia (a personificação da Justiça, retratada com equilíbrio e dois pratos na mão). A restauração demonstrou que estas duas alegorias foram removidas antes de todos os outros afrescos da sala: portanto, antes do final de 1520 (Rafael ainda estava vivo). As duas mulheres diferem das outras figuras humanas representadas nesta sala nas nuances, expressões, cores, claro-escuro e precisão subjacente dos detalhes. E uma variedade de figuras femininas pintadas no período são muito semelhantes, como a famosa La Fornarina.
O mais surpreendente é que Comitas e Iustitia são pintadas com uma técnica diferente: apesar de ser um afresco, foi utilizada a pintura a óleo, típica das obras de Rafael. Acima de tudo, retiraram os pregos por baixo da alegoria: com eles, o Urbino fixou na parede um piche esticado a quente (chamado colofônia) que protegia as características de um painel e que permitia a Rafael utilizá-lo com segurança para pintar a óleo. Foi uma experiência incrível (Rafael nunca experimentou antes uma técnica do gênero), mas o resultado e o resultado foram positivos: está comprovado que quando, após a morte do mestre, ele começou a refrescar a sala, esta última vez eles tentei não imitar Rafael.
Como esta parte da Alegoria foi publicada integralmente em 1520, foi a última obra de Rafael: era ainda mais recente que a Transfiguração, que na verdade havia sido iniciada dois anos antes.